# Церковь Святой Параскевы (Квятонь, грекокатолическая)
Церковь святой Параскевы (пол. Cerkiew św. Paraskewy) — бывшая грекокатолическая, в настоящее время римско-католическая церковь, находящаяся в селе Квятонь, Горлицкий повят, Малопольское воеводство. Храм находится на туристическом маршруте «Путь деревянной архитектуры».
Храм располагается возле дороги на Усце-Горлицке в непосредственной близости от одноимённой православной церкви.

## История
Храм святой Параскевы в Квятоне был построен во второй половине XVII века. Существуют письменные свидетельства, что храм был построен в 1700 году. В 1743 году к храму была пристроена деревянная башня. Храм неоднократно перестраивался и ремонтировался. Ремонт корпуса производился в 1811, 1904, 1967 и 90-х годах XX столетия. Башня ремонтировалась в 1863, 1911, 1928 и 1967 годах.
После 1946 года, когда жители села, бывшие лемками, были переселены на западные территории Польши во время операции «Висла», храм был передан католической общине села Квятонь.

## Описание
Деревянная церковь построена в характерном для западнолемковской архитектуры трёхкупольном стиле XVII века. Архитектурная структура церкви разделяется на три квадрата: пресвитерий, неф и крыльцо. Все внешние элементы храма, в том числе и стены, покрыты гонтом. Каждый купол увенчан декоративным крестом различной формы.
Церковный двор обнесён деревянным ограждением из брёвен с воротами, которые также, как и сама церковь, покрыты гонтом.

## Источник
- G. i Z. Malinowscy, E. i P. Marciniszyn, Ikony i cerkwie. Tajemnice łemkowskich świątyń, Carta Blanca, Warszawa 2009, ISBN 978-83-61444-15-2